# Forderung
Unter Forderung wird im Allgemeinen eine Aufforderung, ein Befehl, eine Anweisung, die Einforderung eines Rechtes oder das Geltendmachen eines Anspruchs verstanden.

## Etymologie und Bedeutung
Das Wort Forderung entwickelte sich aus dem althochdeutschen „fordarunga“ („Vorrecht“), das erstmals im Jahre 812 erschien, über das mittelhochdeutsche „forderunge“ („Verlangen, Anspruch, Klage“), das erstmals 1224 nachweisbar ist. „Eine Forderung aufstellen“ bedeutet heute, bestimmte Ziele mit Nachdruck verfolgen zu wollen (etwa die Gewerkschaften bei der Lohnforderung in Tarifverhandlungen oder politische Forderungen der Gelbwestenbewegung). Bei diesen Forderungen ist ungewiss, ob sie vom Gegner ernst genommen oder aufgegriffen werden. Laut Gebrüder Grimms Deutsches Wörterbuch gibt es billige, gerechte oder unverschämte Forderungen. Der Begriff umfasst zwar unterschiedliche etymologische Bedeutungen, wird vornehmlich aber als Gläubigerrecht assoziiert, vom Schuldner die versprochene Leistung zu verlangen. Die Forderung ist daher primär ein Rechtsbegriff und Wirtschaftsobjekt, der korrespondierend die Verbindlichkeit gegenübersteht.

## Geschichte
Bereits im römischen Recht war die Forderung eine Verpflichtung (obligatio). Herennius Modestinus definierte im 2. Jahrhundert den Schuldner (debitor) als jemanden, von dem auch gegen seinen Willen Geld gefordert werden kann. Forderungen waren einklagbar sein, wobei die Klage auf ein Geben (dare), Tun (facere) oder Gewährleisten (praestare) gerichtet war. Forderungen entstanden Delikt oder Vertrag. Beim Kaufvertrag (emptio venditio) stand der Verpflichtung des Verkäufers das Recht des Käufers, zu fordern gegenüber. Die Forderung erlosch durch Erfüllung (solutio), aber auch durch Vereinigung von Schuld und Forderung in einer Hand (confusio) oder durch Aufrechnung (compensatio).
Das Preußische Landrecht (prALR) wies an, dass eine Forderung für Handelsbücher geeignet zu sein (II 8, § 611 APL) hatte und aus einem Kontokorrent stammende Forderungen verzinslich (II 8, § 697 APL) waren. Letztere Regelung übernahm Art. 291 ADHGB. Einem Kaufmann stand gemäß Art. 241 Abs. 1 ADHGB gegen einen anderen Kaufmann wegen fälliger Forderungen ein Retentionsrecht an allen beweglichen Sachen des Schuldners zu; hieraus entwickelte sich das heutige Unternehmerpfandrecht. Das Bürgerliches Gesetzbuch (BGB) übernahm die Forderung als Rechtsbegriff.

## Rechtsbegriff
Bei dem Begriff Forderung handelt es sich um einen schuldrechtlichen Anspruch des Gläubigers, vom Schuldner eine Leistung zu fordern. Forderungen unterfallen grundsätzlich den Regelungen der §§ 241 ff. BGB. Eine Forderung kann auch durch Rechtsgeschäft oder Gesetz entstehen. Ein dinglicher Anspruch ist dementsprechend keine Forderung.
Forderungen können im Rahmen ihrer Übertragbarkeit abgetreten werden (§ 398 ff. BGB). Ebenso können sie durch Pfändung beschlagnahmt (§§ 828 ff. ZPO) und verwertet werden. Zudem ist in bestimmten Fällen der Forderungsübergang kraft Gesetzes (Legalzession) vorgesehen, etwa in § 401 BGB. Forderungen unterliegen der Verjährung (§ 196 Abs. 1 BGB). Treffen die Funktion des Gläubigers und des Schuldners in einer Person zusammen, so gilt die Forderung als durch Konfusion erloschen. Gleichartige Forderungen erlöschen auch, wenn sie gegeneinander aufgerechnet werden (§ 387 BGB).
Forderungen können aufgrund von Sicherungsrechten belastet sein, beispielsweise durch Bürgschaft oder Hypothek. Sie sind akzessorisch und gehen nach § 401 BGB im Falle der Abtretung automatisch auf den neuen Gläubiger über. Das Gesetz will die Legalzession (§ 412 BGB) lediglich für diese akzessorischen Nebenrechte, doch gibt es auch nicht-akzessorische Nebenrechte wie Garantie, Grundschuld, Sicherungsgrundschuld oder Sicherungsübereignung, die gesondert abgetreten werden müssen, auch wenn der Zedent nach dem Rechtsgedanken des § 401 BGB im Zweifel schuldrechtlich zur Übertragung nicht akzessorischer Nebenrechte verpflichtet ist.

## Betriebswirtschaftslehre

### Forderungen in der Bilanz
Geldforderungen resultieren aus einem Vertrag, worin der Schuldner sich verpflichtet hat, nach Ablauf einer bestimmten Frist oder Ende der Laufzeit bei Fälligkeit an den Gläubiger einen bestimmten Geldbetrag zu zahlen. Forderungen sind als Vermögensgegenstand Bestandteil der Aktiva einer Bilanz. Der Gesetzgeber hat den Forderungen eine so große Bedeutung beigemessen, dass er ihnen aus Gründen der Bilanzklarheit eine eigene Bilanzposition zugewiesen hat. Sie sind gemäß § 266 Abs. 2 lit. B II HGB als Forderungen aus Lieferungen und Leistungen, Forderungen gegen verbundene Unternehmen, Forderungen gegen Unternehmen mit einem Beteiligungsverhältnis oder sonstige Vermögensgegenstände im Umlaufvermögen des Jahresabschlusses auszuweisen. Die Bezeichnung Debitoren ist dabei auf die Forderungen aus Lieferungen und Leistungen begrenzt. Forderungen können nach ihrer Laufzeit oder Fälligkeit in kurzfristige (< 1 Jahr), mittelfristige (> 1 Jahr < 5 Jahre) oder langfristige (> 5 Jahre) unterschieden werden. Forderungen und Verbindlichkeiten sind bei Kreditinstituten gemäß § 340d HGB im Anhang nach der Fristigkeit zu gliedern.
Forderungen entstehen insbesondere durch eine Lieferung oder Leistung, bei der der Gefahrübergang auf den Käufer erfolgt ist und dieser nicht unmittelbar bezahlt hat. Grund für die nicht sofortige Bezahlung kann ein vereinbarter Zielverkauf, aber auch ein Zahlungsverzug sein. Diese Forderungen bilden bei den meisten Unternehmen den wichtigsten oder wesentlichen Vermögensgegenstand des Umlaufvermögens in der Bilanz. Ein Forderungsmanagement soll dafür sorgen, dass die unbezahlten Lieferungen im Hinblick auf die Bonität der Abnehmer und die Fälligkeit überwacht werden. Dieses Delkredererisiko besteht in der Gefahr, dass die Abnehmer zu spät, nicht oder nicht vollständig bezahlen oder gar insolvent werden. Es kann gemindert oder ausgeschaltet werden durch die Lieferung unter Eigentumsvorbehalt oder durch eine Delkredereversicherung. Der Eigentumsvorbehalt ist eine originäre Kreditsicherheit, die der Lieferant mit dem Abnehmer vereinbart und bei Nichtbezahlung der Forderung dazu führt, dass der Lieferant die gelieferten Waren vom Abnehmer heraus verlangen kann. Forderungen können durch den Gläubiger gestundet werden oder er kann in einem Erlassvertrag auf seine Forderung ganz verzichten. Verwirklicht sich das Delkredererisiko, verwandeln sich die intakten Forderungen in zweifelhafte Forderungen.

### Rechnungswesen
Die Forderung ist ein Zahlungs- oder sonstiger Leistungsanspruch gegen einen Forderungsschuldner, der sich aus Gesetz oder aus einem Vertrag ergibt (§ 241 BGB). Eine Forderung aus einem Vertrag ist in der Bilanz zu aktivieren, wenn an den Kunden geleistet und die Gegenleistung noch nicht erbracht wurde. Forderungen sind ein Aktivposten der Bilanz und gehören zum Umlaufvermögen (nach HGB) oder zu den kurzfristigen Vermögenswerten (nach IAS/IFRS). Zu den Forderungen innerhalb der kurzfristigen Vermögenswerte zählen:
- Forderungen aus Lieferungen und Leistungen,
- Sonstige finanzielle Vermögenswerte,
- Sonstige nicht-finanzielle Vermögenswerte.

Grundlagen für die Bilanzierung von Forderungen im IFRS sind IAS 39 (Finanzinstrumente: Ansatz und Bewertung), IAS 32 (Finanzinstrumente: Darstellung), IFRS 7 (Finanzinstrumente: Angaben), sowie F49a, F53 – F59, F89 – 90.
Unterschiede zur gesetzlichen Regelung auf nationaler Ebene lassen sich insbesondere bei der Bewertung von Forderungen feststellen. Nach dem HGB entfällt die nach den IFRS bekannte Möglichkeit, Forderungen und Ausleihungen zum Fair Value zu bewerten. Forderungen und Ausleihungen werden nach HGB grundsätzlich zum Rückzahlungsbetrag bilanziert, sofern nicht aufgrund des Vorsichtsprinzips auf den niedrigeren beizulegenden Wert abzuwerten ist.

#### Definitionen
Eine Forderung ist jeder vertragliche Anspruch, Zahlungsmittel oder andere finanzielle Vermögenswerte vom Schuldner zu erhalten. Forderungen sind finanzielle Vermögenswerte und zählen zu den Finanzinstrumenten. Ein Vermögenswert ist eine Ressource, die auf Grund von Ereignissen in der Vergangenheit in der Verfügungsmacht des Unternehmens steht, und von der erwartet wird, dass dem Unternehmen aus ihr künftiger wirtschaftlicher Nutzen zufließt. Ein Finanzinstrument ist ein Vertrag, der gleichzeitig bei dem einen Unternehmen zu einem finanziellen Vermögenswert und bei dem anderen zu einer finanziellen Verbindlichkeit oder einem Eigenkapitalinstrument führt. Gängige Beispiele für Finanzinstrumente sind unter anderem Wertpapiere und Forderungen.
Fair Value ist der Wert, zu dem ein Vermögenswert zwischen sachverständigen, vertragswilligen und voneinander unabhängigen Geschäftspartnern getauscht oder eine Verpflichtung beglichen werden kann. Er wird nach folgender Hierarchie bestimmt:
- 1. Ebene: Notierte Marktpreise an einem aktiven Markt,
- 2. Ebene: Vergleichstransaktionen, falls kein aktiver Markt vorliegt und die Vergleichbarkeit nachweislich gegeben ist,
- 3. Ebene: Bewertungstechniken von allgemein anerkannten Verfahren und weitestgehend auf beobachtbaren Marktdaten beruhend.

Ein Vermögenswert ist als kurzfristig einzustufen, wenn er mindestens eines der nachfolgenden Kriterien erfüllt:
a) seine Realisation wird innerhalb des gewöhnlichen Verlaufs des Geschäftszyklus des Unternehmens erwartet oder er wird zum Verkauf oder Verbrauch innerhalb dieses Zeitraums gehalten;
b) er wird primär für Handelszwecke gehalten;
c) seine Realisation wird innerhalb von zwölf Monaten nach dem Bilanzstichtag erwartet; oder
d) es handelt sich um Zahlungsmittel oder Zahlungsmitteläquivalente, es sei denn, der Tausch oder die Nutzung des Vermögenswerts zur Erfüllung einer Verpflichtung sind für einen Zeitraum von mindestens 12 Monaten nach dem Bilanzstichtag eingeschränkt.
Alle anderen Vermögenswerte sind als langfristig einzustufen.

#### Ansatz und Kategorisierung
Forderungen aus Lieferungen und Leistungen sind gemäß der obigen Abgrenzung erst dann zu aktivieren, wenn der Umsatz realisiert wurde, das heißt, das Produkt muss ausgeliefert oder die Dienstleistung gegenüber dem Kunden erbracht worden sein. Bei Lieferungen ist stets erst dann eine Forderung zu aktivieren, wenn eine Fakturierung stattgefunden hat und der Gefahrübergang auf den Käufer erfolgt ist.
Durch die Zuordnung aller Finanzinstrumente zu einer der folgenden Kategorien im Rahmen der erstmaligen Erfassung wird bestimmt, wie die betreffenden finanziellen Vermögenswerte in der Bilanz anzusetzen und zu bewerten sind.
- Zu Handelszwecken gehaltene Vermögenswerte (englisch held for trade) oder
- bis zur Endfälligkeit gehaltene Finanzinvestitionen (englisch held to maturity) oder
- zur Veräußerung verfügbare finanzielle Vermögenswerte (englisch available for sale) oder
- Darlehen und Forderungen (englisch loans and receivables).

Forderungen gehören zur letzten Kategorie.

#### Bewertungsgrundsätze
Bei erstmaliger Erfassung eines finanziellen Vermögenswertes ist dieser mit dem beizulegenden Zeitwert (englisch fair value) unter Einschluss der Transaktionskosten zu bewerten. Boni (englisch trade discounts), Skonti (englisch cash discounts) und Einzelwertberichtigungen sind vom beizulegenden Zeitwert abzuziehen. Wertberichtigungen sind immer aktivisch abzusetzen. Die Folgebewertung geschieht zu fortgeführten Anschaffungskosten (englisch amortized costs).
Aus Wesentlichkeitsgesichtspunkten sind Forderungen nicht abzuzinsen, wenn sie innerhalb eines Jahres fällig werden. Bei Forderungen, die nicht innerhalb eines Jahres fällig werden, sind die fortgeführten Anschaffungskosten mit Hilfe der Effektivzinsmethode zu ermitteln, sofern mit dem Kunden keine gesonderte Vereinbarung über die Berechnung von marktüblichen Zinsen getroffen wurde. Liegt eine getroffene Zinsvereinbarung unter dem marktüblichen Zinssatz, so ist für die Ermittlung des Abzinsungsbetrages die Differenz zwischen dem marktüblichen und dem mit dem Kunden vereinbarten Zinssatz zu Grunde zu legen.
Nach IFRS sind Forderungen einzeln zu bewerten, die Bildung von Pauschalwertberichtigungen zur Abdeckung des allgemeinen Kreditrisikos ist damit unzulässig. Zulässig sind jedoch so genannte pauschalierte Einzelwertberichtigungen, wobei individuelle Einzelwertberichtigungen grundsätzlich Vorrang haben. Gemäß IAS 39, AG 87 sind pauschalierte Einzelwertberichtigungen auf Basis einer Gruppierung der Forderungen nach Maßgabe der Bonitätseinschätzungen der jeweiligen Schuldner vorzunehmen. Sobald spezifische Informationen über einen individuellen Einzelwertberichtigungsbedarf einer Forderung innerhalb einer gebildeten Gruppe von Forderungen vorliegen, muss diese Forderung aus der Gruppe ausgesondert und die entsprechende Wertminderung als individuelle Einzelwertberichtigung ausgewiesen werden. Eine Wertberichtigung auf Forderungen ist zwingend vorgeschrieben, wenn der Betrag der Wertberichtigung hinreichend genau ermittelt werden kann und das Ereignis, das die Abwertung verursacht, wahrscheinlich eintreten wird.
Einzelwertberichtigungen sind wegen bestrittener Forderungen (Mangel oder angeblicher Mangel auf Seiten des Lieferanten) und wegen Delkredere (bekannte oder vermutete Bonitätsrisiken auf Seiten des Kunden) vorzunehmen.
Eine Forderung ist aus der Bilanz auszubuchen, wenn das Unternehmen das Recht auf die Vorteile verliert, die im Vertrag festgelegt sind, wenn die Rechte auslaufen oder wenn das Unternehmen die Verfügungsmacht über die vertraglichen Rechte des Finanzinstruments verliert. Veräußerungsgewinne und -verluste sind erfolgswirksam anzusetzen. Der Veräußerungserfolg ist die Differenz zwischen dem Erlös und dem Buchwert des Finanzinstruments.
Eine Aufrechnung von Forderungen und Verbindlichkeiten ist auch bei Identität von Schuldner und Gläubiger und annähernd gleicher Fälligkeit nicht zulässig (Bruttoprinzip).

#### Bilanzausweis und Erläuterung
In der Bilanz sind unter anderem anzugeben:
- finanzielle Vermögenswerte,
- Forderungen aus Lieferungen und Leistungen und sonstige Forderungen,
- Steuererstattungsansprüche,
- latente Steueransprüche.

Kurzfristige und langfristige Vermögenswerte sind als getrennte Gliederungsgruppen in der Bilanz darzustellen, sofern eine Darstellung nach Liquidität nicht zuverlässig und relevanter ist.
Die Angabepflichten gemäß IFRS 7 umfassen auf Ebene der Einzelklassen ähnlicher Finanzinstrumente Informationen über die Bedeutung der Finanzinstrumente und Informationen über Art und Ausmaß der mit den Finanzinstrumenten verbundenen Risiken.
Im Einzelnen sind in der Bilanz und Anhang anzugeben:
- Finanzforderungen und Finanzverbindlichkeiten zu beizulegendem Zeitwert (fair value) durch Ab- oder Zuschreibung, jeweils mit Erst- und Folgebewertung,
- bis zur Endfälligkeit gehaltene (Held to Maturity (HtM))-Anlagen,
- erhaltene und ausgereichte Darlehen,
- zum Verkauf bereitgehaltene (Available for Sale (AfS)) Finanzinstrumente sowie
- Finanzverbindlichkeiten, die „at amortized cost“ bewertet werden.

Reklassifizierungen (IFRS 7.12) müssen ebenso wie Ausbuchungen (IFRS 7.13) offengelegt werden.

## Volkswirtschaftslehre
Der volkswirtschaftliche Forderungsbegriff ist wesentlich weiter gefasst als der betriebswirtschaftliche und der mit diesem verwandte Rechtsbegriff. Forderungen gehören zu den Nominalgütern, die jede Art von Anspruch wie Kreditoren, Wertpapiere (Aktien und Anleihen), Guthaben oder Geld und Geldersatzmittel umfassen. Besitzen also Nichtbanken Bargeld, so stellt dies eine Forderung gegenüber der Zentralbank dar. Jede Forderung eines Wirtschaftssubjekts entspricht einer gleich hohen Verbindlichkeit eines anderen Wirtschaftssubjekts und umgekehrt. Deshalb kann in der Bilanz einer geschlossenen Volkswirtschaft auf Forderungen und Verbindlichkeiten verzichtet werden.

## International
Zum Gesellschaftsvermögen gehören in Österreich gemäß § 1178 Abs. 1 ABGB das der Gesellschaft gewidmete Eigentum, die sonstigen gesellschaftsbezogenen Sachenrechte, die gesellschaftsbezogenen Vertragsverhältnisse, Forderungen und Verbindlichkeiten und die gesellschaftsbezogenen Immaterialgüterrechte sowie der jeweils daraus verschaffte Nutzen, die daraus gewonnenen Früchte und alles, was an Stelle bestehender Vermögenswerte zufließt.
In der Schweiz sind Geldschulden gemäß Art. 84 Abs. 1 OR in gesetzlichen Zahlungsmitteln der geschuldeten Währung zu bezahlen. Geht eine Forderung infolge ihrer Erfüllung oder auf andere Weise unter, so erlöschen alle ihre Nebenrechte, wie namentlich die Bürgschaften und Pfandrechte (Art. 114 OR). Der Forderungsverzicht ist als Aufhebung in Art. 115 OR, die Konfusion als Vereinigung in Art. 118 Abs. 1 OR und die Aufrechnung als Verrechnung in Art. 120 Abs. 1 OR geregelt.